# VI-DE
VI-DE потиче из латинског језика, vidē што значи Види!.
VI-DE је музички знак или абревијатура која скраћује нотни текст у музици, тачније у нотној партитури, да би извођачу показала који део композиције приликом извођења треба да се изостави.
Слог VI се пише на почетку одсека који треба изоставити, а слог DE на почетку одсека који следи, који у наставку треба свирати. Ово илуструје следећи максимално скраћени нотни пример:
а) Пише се:  Playⓘ
б) Изводи се:  Playⓘ

## Ко сугерише ознаку VI-DE
VI-DE (интервенцију у нотном тексту) не пишу композитори. Обично то сугеришу: 
- Диригенти у оркестарским комадима или концертима за соло инструменте.
- Корепетитори ако у договору са извођачима прескачу, тј. желе да скрате неки одсек. У инструменталним коцертима, тачније у I ставу концерта, обично се скраћује оркестарска експозиција. Тиме се скрађује време трајања концерта.
- Кореографи или редитељи у опери или балету.